# Mesochorus roccanus
Mesochorus roccanus là một loài tò vò trong họ Ichneumonidae.